# King Kong vs. Godzilla
A King Kong vs. Godzilla (japánul: キングコング対ゴジラ, átírva Kingu Kongu tai Godzsira) a japán Tóhó stúdió 1962-es tudományos-fantasztikus kaidzsú filmje. Rendezője Honda Isiró, producere Tanaka Tomojuki, a speciális effektusok rendezője Cuburaja Eidzsi, zenéjét Ifukube Akira szerezte. Ez a Godzilla franchise harmadik része, egyben a Godzillát és King Kongot szerepeltető első színes, szélesvásznú film.
A mű az 1960-as évek elüzletiesedett japán kultúrájának szatírája, és eddig a franchise egyetlen tagja, mely vígjátéknak készült. A Tóhó fennállásának 30. évfordulóját ünnepelte vele, ezért széles, családi nézőközönségnek szólt. Pénzügyileg óriási siker volt, nézettségi adatai máig rekordtartók nemcsak a Godzilla széria japán filmjei, hanem az összes élőszereplős japán fantasztikus film között, továbbá az egyik leghíresebb kultikus szörnyfilmnek számít. Kritikai megítélése viszont kétes, ami főleg a King Kong megjelenítésére használt jelmezekre és a film amerikai változatára vezethető vissza. A John Beck által felügyelt amerikai kiadást, mely jelentősen átszerkesztette az alapfilmet, a Universal Pictures adta ki 1963-ban.

## Cselekmény
Mr. Takót, a Pacific Pharmaceuticals gyógyszergyártó vezetőjét bosszantja a cége által támogatott tévéműsorok alacsony nézettsége. Mikor értesül, hogy a Faro-sziget őslakói egy rejtélyes óriásszörnyet istenítenek, elküldi Szakurai operatőrt és Furue hangtechnikust, hogy szerezzék meg a lényt reklámkabalának, „akár létezik, akár nem”. Szakurai azt is megtudja, hogy Fumiko nevű húgának szeretője, Fudzsita kifejlesztett egy szupererős zsineget.
Míg Mr. Tako emberei a Faro-szigetet kutatják, északon az ENSZ egy tengeralattjárója nekiütközik a jéghegynek, melybe hét évvel korábban Godzillát zárták. A jégből kiszabaduló óriáshüllő elpusztítja a tengeralattjárót és egy közeli támaszpontot, majd Japán felé indul.
Faro szigetének lakosait egy óriáspolip támadja meg. Ekkor feltűnik a sziget szörnye, King Kong, aki legyőzi a polipot, és megissza a bennszülöttek altatófolyadékát. Szakurai és Furue utasítására az alvó óriást egy tutajra kötik, hogy Japánba szállítsák, és útközben Mr. Tako is megérkezik, hogy ellenőrizze a helyzetet. A Japán Önvédelmi Haderő azonban megállítja a hajót, mert Godzilla már elég gondot okoz nekik. Godzilla támadásairól Fumiko is értesül, ezért elindul, hogy felkeresse Fudzsitát, akinek a hajójárata balesetet szenvedett, ám ezzel pont a szörny útjába kerül. Fudzsita valójában lekéste a hajót, így a lány megmentésére siet, majd együtt Tokióba utaznak.
Kong ekkor magához tér, elszabadul, és Japánra úszik, ahol összefut a vidéket terrorizáló Godzillával. Eleinte sziklákat dobál a hüllő felé, amire az atomsugárral válaszol, meghátrálásra késztetve Kongot.
Japán hadereje árkot ás, hogy csapdába ejtsék Godzillát, de tervük meghiúsul. Következő próbálkozásuk már siker, ugyanis a Tokió köré felállított, egymillió voltos villanyvezetékek megállítják a szörnyet. Kong azonban csak erőt nyer az áramból, átrágja a vezetékeket, és bemasíroz Tokióba, ahol elragadja Fumikót. A Faro-sziget bogyófőzetével sikerül elaltatni Kongot és kiszabadítani a lányt. Fudzsita zsinórjainak segítségével Kongot léggömbökre kötik, és Godzilla útjába röpítik, abban bízva, hogy a két szörny megöli egymást.
A harcra másnap a Fudzsi hegyen kerül sor, és Godzilla atomleheletével és rúgásával könnyen felülkerekedik ellenfelén. Kong egyik támadása félresikerül, beveri a fejét egy sziklába, mire Godzilla elkezdi körülötte felgyújtani a növényzetet. Hirtelen villám csap Kongba, ami új erőt ad neki. A két szörny tovább viaskodik, ezúttal kiegyenlített küzdelemben. Lerombolják az Atami kastélyt, és mindketten az óceánba zuhannak, ám egyedül Kong bukkan a felszínre. A haderő gyanítja, hogy Godzilla is életben maradt, de úgy döntenek, hagyják Kongot békében hazaúszni. Mr. Tako semmit sem tanul mindebből.

## Fontosabb szereplők
| Színész          | Szerep                     |
| ---------------- | -------------------------- |
| Takasima Tadao   | Szakurai Oszamu            |
| Szahara Kendzsi  | Fudzsita Kazuo             |
| Fudzsiki Jú      | Furue Kinszaburo           |
| Arisima Icsiró   | Mr. Tako                   |
| Hama Mie         | Szakurai Fumiko            |
| Tazaki Dzsun     | Sinzo Maszami tábornok     |
| Vakabajasi Akiko | Tamie                      |
| Hirata Akihiko   | Sigeszava doktor           |
| Macumoto Szomeso | Onuki doktor               |
| Negisi Akemi     | bennszülött nő             |
| Omura Szenkicsi  | Konno tolmács              |
| Szakai Szacsio   | Obajasi, Tako asszisztense |
| Kato Haruja      | Obajasi asszisztense       |
| Kirino Nadao     | tábornoksegéd              |
| Koszugi Josio    | bennszülöttvezér           |
| Otomo Sin        | hajókapitány               |
| Harold Conway    | tudós a tengeralattjárón   |
| Hirosze Soicsi   | King Kong                  |
| Nakadzsima Haruo | Godzilla                   |

## Háttér
Willis O'Brien, az eredeti King Kong stoptrükk animátora már az 1920-as években tervbe vette, hogy filmfeldolgozást készít Mary Shelley Frankenstein című regényéből, ám a Universal 1931-es filmjével megelőzte őt. A következő évtizedek során O'Brien folyamatos csalódásokat élt át szakmájában, ezért visszanyúlt elképzeléséhez, és a King Konggal ötvözte.
1961-ben felvázolta King Kong vs. Frankenstein filmtervét, mely szerint Dr. Frankenstein unokája emberi maradványokból szörnyet teremt Afrikában. A kreatúra végez alkotójával és elszabadul, végül az amerikaiak fogságába kerül. Közben egy másik csapat King Kongot is elejti, és a két lényt San Franciscóba szállítják, ahol kitörnek és megvívnak egymással. O'Brien később az emberszörnyet állatok keverékéből álló óriáslényre cserélte, mely a Ginko nevet kapta. A King Kong jogait állítólagosan birtokló RKO Pictures akkorra már nem foglalkozott filmgyártással, ezért Daniel O'Shea, a stúdió egykori ügyvédje, John Beck producerhez továbbította O'Brient és King Kong vs. Ginko című projektjét. Beck felbérelte a számos sci-fi klasszikust jegyző George Worthing Yates forgatókönyvírót, aki Beck kérésére King Kong vs. Prometheus-re módosította a címet és megírta a leendő szkriptet. A filmet azonban egy stúdió sem vette meg, így O'Brien eltávolodott Becktől. Utóbbi megtartotta a projektet, és Japánba vitte, ahol King Kong nagy népszerűségnek örvendett, és már több utánzatfilm készült belőle.
A Tóhó stúdió vezetője, Tanaka Tomojuki, ekkortájt gondolkodott saját sikerszörnyük, Godzilla visszatértén, aki utoljára az 1955-ös Godzilla Raids Again-ben tűnt fel. Tanaka megvette Beck ötletét, azzal a feltétellel, hogy Kong ellenfelét Godzillára cserélik. Az RKO 80 millió jenért és a majdani bevételből való részesedésért átnyújtotta King Kong jogait. Pusztán a jogdíj, ami akkoriban kb. 220 000 dollárnak felelt meg, háromszorosa volt a Tóhó filmek átlagos költségvetésének. A Universal Pictures az amerikai forgalmazás jogáért cserébe elvállalta a King Kong vs. Godzilla koprodukciós feladatait. A John Beck és Tóhó közti megállapodás engedélyezte, hogy az amerikai producer saját belátása szerint átszerkeszthesse és eladhassa a filmet a nyugati piacon. Ehhez a Warner Bros. is segédkezett. Yates szkriptjét Szekizava Sinicsi dolgozta át, de számos alapötletet megtartott. O'Brient, aki ekkor a Bolond, bolond világon dolgozott, nem értesítették a fejleményekről.
Az atomkatasztrófák ihlette első két Godzilla film sötét és komor hangulatú volt, ám a King Kong vs. Godzilla a Tóhó vígjátékainak szellemében készült. A stúdió egy költségeket nem kímélő, elsőrangú produkciót állított össze, mellyel megalapításának harmincéves évfordulóját ünnepelte, olyan klasszikusokkal együtt, mint Kuroszava Akira Szandzsuro, Inagaki Hirosi Csusingura, Narusze Mikio Hourou-ki és Csiba Jaszuki Kava no hotori de című művei. Ez volt az első Godzilla darab, mely Eastmancolor eljárással, szélesvásznú Toho Scope formátumban, valamint sztereó hanggal készült.
A Tóhó részben a gyermekközönség felé fordult, akik a kaidzsú filmek fő fogyasztóivá léptek elő, és arra utasították a stábot, hogy a film legyen minél viccesebb. Az effekteket felügyelő Cuburaja Eidzsi lelkesen fogadta a projektet, és támogatta a gyermekbarát hangulatot. Cuburajának nemcsak az eredeti King Kong volt fő inspirációforrása, hanem a második világháború alatt Kongról szőtt meséivel szórakoztatta a vele egy menedékhelyen megbúvó gyerekeket, ami miatt sokkal barátságosabbnak és viccesebbnek tartotta a lényt az O'Brien által megalkotott erőszakos és tragikus vadállatnál. Kollégái, így Honda Isiró rendező is, erősen ellenezték Godzilla „lebutítását”, de nem volt beleszólásuk feletteseik döntéseibe, akik Cuburaját támogatták. Honda szerint a szörnyeket tilos lett volna komikussá és emberszerűvé tenni.
Ez volt a szatírájáról és humoráról ismert Szekizava Sinicsi első Godzilla forgatókönyve, és a cselekményt két félből rakta össze. A hagyományos kaidzsú műfaji elemekkel dolgozó szörnyes szálhoz a stúdió színészei közül Hirata Akihikót és Szahara Kendzsit bérelte fel. A film főszála egy társadalmi szatíra, mely Japán fogyasztói és televíziós kultúráját kritizálja. Ennek Mr. Tako áll középpontjában, egy komikusan kapzsi üzletember, aki csak cége hírneve miatt aggódik, és Kongban reklámfigurát, Godzillában pedig konkurenciát lát. Az őt alakító Arisima Icsiró, akit többen Charlie Chaplinhez hasonlítottak, jártas volt az ilyen figurák megformázásában. A két beosztottját játszó Takasima Tadao és Fudzsiki Ju sokszor alakított már komikus párost, és mindhárom színész gyakran feltűnt a Tóhó népszerű, úgynevezett „salaryman” vígjátékaiban, melyek a japán vállalati berendezkedést parodizálták ki.
Miután az 1964-es tokiói nyári olimpiára készülve országszerte elterjedtek a tévékészülékek, az adók közt heves verseny indult a nézettségért, és számos megbotránkoztató adás került a képernyőkre – egy japán és amerikai pankrátorpáros közti mérkőzés például olyan véressé fajult, hogy két idős tévénéző belehalt a látvány okozta sokkba. Az ilyen esetek nagy vitákat kavartak, és Oja Szoicsi újságíró és popkultúra-kutató kijelentette, hogy a tévé Japánt a „százmillió idióta nemzetévé” teheti. Honda rendező szerint a tévétársaságok lenézték a közönségüket. Szórakoztatniuk és oktatniuk kell, nem a nézettségért és hírverésért harcolniuk, és a filmmel ezt akarta kifejezni. „Hülyeség”-nek tartotta a stúdió alapötletét, mely kimerült a két címszereplő harcában, de komolyan dolgozott azon, hogy a cselekményt Japán aktualitásain keresztül mutassa be.
A szatíra kiterjed a szörnyek történetszálára is, ahol a hatóságok pankrációhoz hasonlítják Godzilla és King Kong párbaját, és még fogadnak is rájuk. A film a birkózáson kívül baseball-utalásokat is tartalmaz, így Mr. Tako vállalatát és a riválisukat két japán profiligáról, a Pacific-ről és Central-ról nevezték el. A film végére a szatíra helyét szokásos szörnyfilmes motívumok veszik át, és a hangsúly átkerül az ember és a természet közti harmóniára.
Egyes dolgozók, például Arakiva Teiso szerint Honda politikai nézeteit is kinyilvánította az Egyesült Államokat jelképező Kong és a Japánt szimbolizáló Godzilla viadalában. Az Amerikai–japán biztonsági egyezményt két évvel korábban módosították, és Japánban még mindig nagy volt a politikai feszültség. Cuburaja Eidzsit ellenben nem érdekelte a két ország viszonya, csak a gyerekek szórakoztatása. Bár Arakiva szerint Honda vitába szállt Cuburajával, a rendező ezt tagadta, saját bevallása szerint az ő fő célja is egy szórakoztató film készítése volt.
Mivel Japánban King Kong népszerűbb volt az ellenséges szerepet betöltő Godzillánál, harcukból Kong kerül ki győztesen. Az addig körülbelül négy emelet magas Kong méretét 45 méterre növelték, és immár erőt nyert az elektromos áramból. Ezen kívül hűen követték az eredeti filmet, a Faro-sziget a Koponya-szigetet helyettesíti, és az óriásmajmot törzsi bennszülöttek istenítik, akiket sötétre festett bőrű japánok játszottak. Az RKO kérte, hogy Kong kinézetét változtassák meg az eredetihez képest, de ragaszkodtak az olyan elemekhez, mind egy nő elrablása és egy magas épület, ez esetben a japán országgyűlés épületének megmászása. A Faro-sziget jeleneteit eredetileg Srí Lankán akarták felvenni, de mivel a Tóhó állta King Kong licencének teljes költségét, be kellett érniük egy Tokió-közeli szigettel és a stúdiótermükkel.
A forgatás közben Hondát baleset érte a Fudzsi hegyen, ahol kültéri jeleneteket forgattak. Ínszakadást szenvedett bal karjában, miután megcsúszott a hegyoldalon, így azt a jelenetet, melyben a Szahara Kendzsi által játszott Fudzsita húga megmentésére siet egy autóval, Kadzsita Kodzsi rendezőasszisztens forgatta.

### Effektek
A műfajban megszokott jelmezeken és maketteken túl egyes jelenetekhez bábukat, stoptrükköt, élő állatokat és kézzel rajzolt animációt is alkalmaztak. Isiró Honda fontolóra vette, hogy a szörnyeket stoptrükkel valósítják meg, de a költségkeret ezt nem engedte. Habár a film nevezetes sokszínű és nagyszabású speciális effektusairól, ezek mégis alulmúlják a Tóhó szokásos színvonalát.
Godzillát kiszabadulásakor Tecuma Kazuki, a többi jelenetben Nakadzsima Haruo játszotta, King Kong jelmezét pedig Hirosze „Solomon” Soicsi viselte. Harcjeleneteiket önállóan koreografálták a pankráció fogásait utánozva, és a pörgős akció érdekében a stáb normál sebességgel filmezte őket. Nakadzsima saját állítása szerint, amikor Kong körbelendítette Godzillát a farkánál fogva, ő tényleg benne volt a vezetékre függesztett jelmezben. A Vatanabe Akira által tervezett, Tosimicu Taizo által megformázott Godzilla jelmez nagyban átalakította a korábban használt dizájnokat. Sokkal vaskosabb felépítésű, eltűntek a fülei és szemfogai, hüllőszerűbb lett, és négy helyett három lábujja volt – ezek az jegyek megmaradtak az eredeti sorozat végéig, a három lábujj pedig Godzilla „viccesebb” változatának jellemzője lett. A jelmezt széles körben az egyik legjobb Godzilla dizájnnak tartják, és világszerte meghatározta a róla kialakult képét.

A King Kong jelmezt ellenben a stúdió egyik legrosszabbjának tartják. Kettő készült: egy hosszú karú, mely képes volt pislogni, és egy emberre méretezett. A jelmezeket, melyeket híresztelések szerint vadkutyák szőrével fedtek, Ohasi Fuminori készítette, de Arakiva Teiso szerint nagyon nehéz volt egy Cuburajának tetsző dizájnt találniuk. Egyesek szerint Cuburaja felül akarta múlni a '33-as dizájnt, mások szerint szándékosan vicces kinézetet akart, hogy a gyerekek Kongnak szurkoljanak. Cuburaja arra is megkérte Hiroszét, hogy valódi gorillák mozgását tanulmányozza a szerephez. A kaszkadőr nem vette rá magát, de azt hazudta felettesének, hogy megfogadta tanácsát. Hirosze ezután már csak egyszer dolgozott együtt Cuburajával, az 1964-es Ghidorah, the Three-Headed Monster című filmen, tiszteletlensége miatt megromlott a viszonyuk.

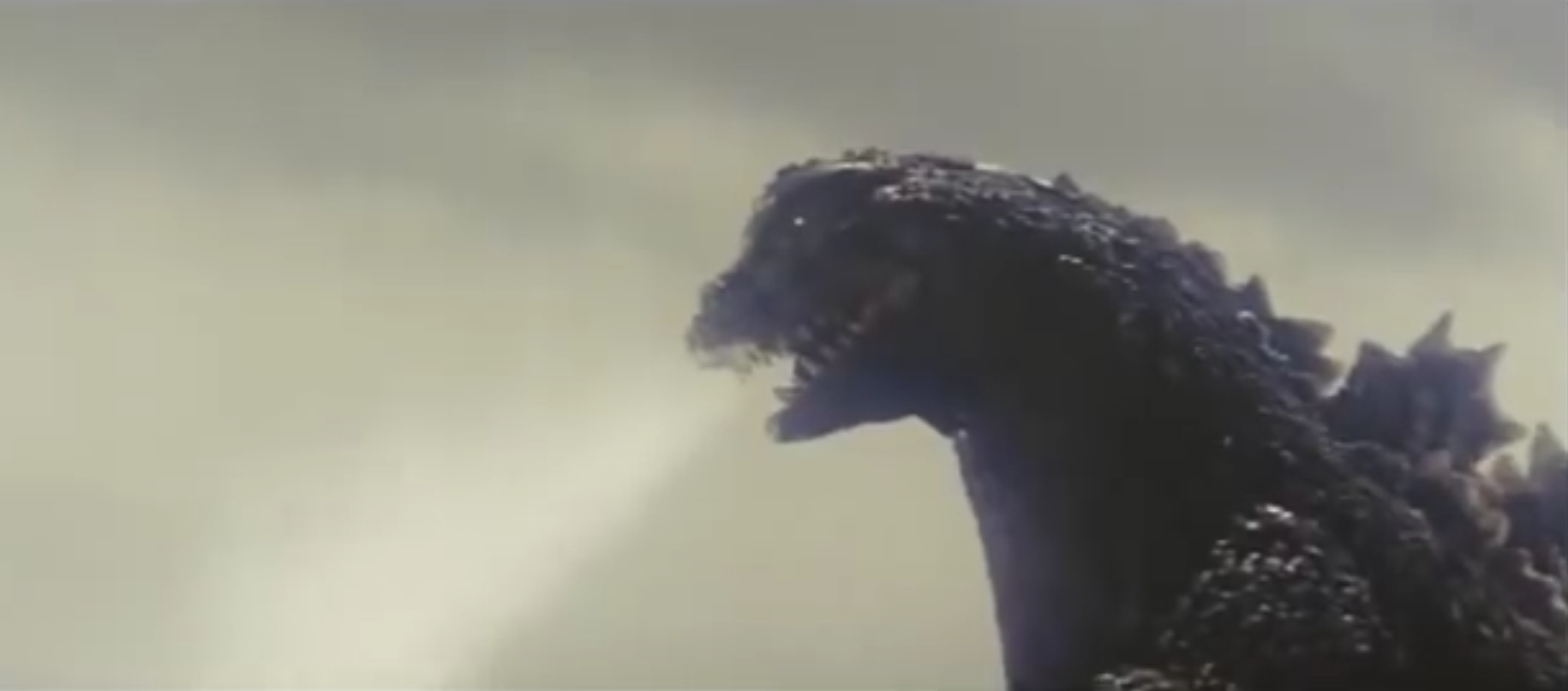
A Godzilla fejbábu egy kivágott jelenetben.

A közelképekre egyedi Kong bábut használtak, mely képes volt mozgatni arcát. Godzilláról szintén készült egy fejmakett, mely párát fújt szájából, de ez csak az előzetesben tűnik fel, a filmből kivágták. Mindkét szörnyről készítettek kézbábokat és méter magas miniatűr bábukat is különféle snittekhez. Godzilla rúgásához is ezeket használták, stoptrükk technikával mozgatva őket. Fumiko elrablásához egy életnagyságú King Kong-kéz is készült. Az alvó Kong testén mászó katonák kézzel rajzolt animációk voltak.
Az óriáspoliphoz négy élő polipot használtak, melyeket meleg levegővel tereltek. Forgatás után hármat elengedtek, egyből Cuburaja Eidzsi vacsoráját főzte. Több polipbábut is készítettek a Konggal vívott harcához, valamint az őslakók megtámadásánál alkalmazott stoptrükk animációhoz.
Az effektek összemontírozásához számos megoldással éltek (osztott képernyő, hátsó vetítés és bluescreen), melyek csak kevés jelenetben sikerültek meggyőzően.

### Zene
A zenét Ifukube Akira szerezte, aki az első Godzillán is dolgozott. Ez volt az ötödik közös munkája Hondával, akitől szabad kezet kapott. Ifukube nem tartotta magát a film vicces hangulatához, hanem munkáját teljes komolysággal kezelte. Egyedi darabokat komponált mindhárom szörnynek, és itt hangzott el először Godzilla horrormotívuma, az eredeti film egyik témájának átdolgozása.
A Faro-sziget ősi énekeihez Gerald Camden Wheeler Mono-Alu Folklore című könyvét tanulmányozta, hogy megismerje a Salamon-szigeteken és környékén beszélt Mono-Alu nyelvet, különös tekintettel a Fauro-szigetre, mely a filmbéli helyszínt ihlethette. Bár Ifukube fiktív dalszövege szabadosan válogat a nyelv szavai közül, több értelmes kifejezést is átvett. Ilyen a „magunu nitu”, ami körülbelül annyit tesz, „a mennydörgés szelleme”, és utalás lehet arra, hogy az égzengés-szerűen üvöltő King Kong a filmben erőt nyer a villámlásból.
Sokan itteni kompozícióit tartják Ifukube legjobb filmzene szerzeményeinek.

## Amerikai változat
A film 91 perces amerikai változata jelentősen eltér az eredetitől. Számos jelenetet kivágtak vagy áthelyeztek, és új, amerikai karaktereket helyeztek a filmbe. A jeleneteket Thomas Montgomery rendezte és Paul Mason és Bruce Howard írta. 12 000 dollár állt rendelkezésre, a két író pedig további 3 500 dolláron osztozott.
Az újonnan felvett jelenetek nyugati kerettörténetet adtak a filmhez, melyben az ENSZ tudósítói figyelemmel kísérik és kommentálják az eseményeket. Eric Carter riporter (Michael Keith) oldalán Dr. Arnold Johnson múzeumigazgató (Harry Holcombe) ül, aki adatokat közöl a két szörnyről egy dinoszauruszos képeskönyvből. Számos japán jelenetet töröltek, ami miatt a cselekmény, a hangulat és az üzenet szétzilálódik.
Az amerikai verzió eltünteti a korábbi filmekre tett utalások zömét is, és átértelmezi a két szörnyet. A tudósítók szerint Godzilla a jura időszak óta van jégbe zárva, nem pedig 1955 óta, mint a japán változatban – ennek ellenére a helikopterpilóták, akik felismerik Godzillát, benne maradtak a filmben. Godzilla és King Kong közt ősi, ösztönös ellenségeskedést feltételeznek, holott igazából az emberszereplők tettei révén találkoznak. Az új szöveg számos egyéb szinkronhibát és következetlenséget tartalmaz.
John Beck és Paul Mason nem értette, hogy a film eredetileg egy szatíra, és Beck úgy hitte, a nyugati közönség nem értené a japán színészek humorát. Hogy a zenét is nyugatiasabbá tegye, felbérelte Peter Zimmert, és megkérte, hogy váljon meg Ifukube Akira zenéjétől – egyedül a szigetlakók altatószertartása őrizte meg az eredeti dallamot. Az új zenebetéteket a Universal következő műveiből válogatták: Creature from the Black Lagoon, Bend of the River, Untamed Frontier, The Golden Horde, Frankenstein Meets the Wolf Man, Man Made Monster, Thunder on the Hill, While the City Sleeps, Against All Flags, The Monster That Challenged the World, The Deerslayer és a Wichita Town című sorozat. Honda Isiró 1957-es The Mysterians című sci-fijéből is átvettek pár jelenetet a film kiegészítésére, mely akkor az RKO tulajdonában volt.
John Beck 200 000 dollárért adta el a kész átszerkesztést a Universal-International forgalmazónak. A Tóhó elvileg gyártott egy hagyományos angol szinkront is a vágatlan film alapján, de ez azóta sem került elő.

## Kiadás és fogadtatás
Az 1962. augusztus 11-i első kiadás után 11,2 millió jegy kelt el, ami 352 millió jennek felelt meg. Ez a mai napig rekord a japán Godzilla filmek, egyben az ország összes élőszereplős sci-fi filmje közt is. Az 1961-62-es időszak negyedik legnézettebb japán filmje volt. A Tóhó 1969 és '78 közt futott Champion Festival-ján (Champion Macuri, 東宝チャンピオンまつり) a sorozat több tagjával együtt ismét kiadták egy lerövidített változatát, így az elkelt jegyek összesített száma 12 550 000 lett. Ezt követően a film szerepelt a széria 25. évfordulóját ünneplő, 1979-es The Godzilla Movie Collection (Godzsira Eiga Zensu), valamint az 1983-as The Godzilla Resurrection Festival (Godzsira no Fukkacu) kínálatában.
Amerikában 1963. június 26-án mutatták be, és 2,7 millió dollárt hozott, rekordot állítva fel a Universal-International nyári kiadásai közt, a világ többi részéről pedig további milliók folytak be. A film vágatlan változata Amerikában először 2019 októberében jelent meg a Criterion Collection kiadásában, a cég ezredik kiadványát ünneplő, Godzilla: The Showa-Era Films című blu-ray díszdobozban, mely az első Godzilla széria mind a tizenöt filmjét tartalmazta.
A King Kong vs. Godzillát sok kritika érte komolytalan hangulata és speciális effektjei miatt. A Rotten Tomatoes oldalon 12 kritikából 8 negatív, az értékelésük átlaga 4,4/10. A több mint 10 000 nézői értékelés 52%-a pozitív, 3,2/5-ös átlaggal. Kiadásakor a The New York Times írója, Bosley Crowther „nevetséges melodráma”-ként írta le a művet, s külön kitért az angol szinkron és az effektek rossz minőségére. A filmet nyugaton főleg az amerikai átszerkesztés alapján ítélték meg, és olyan könyvekben emlékeztek meg róla, mint Michael Sauter The Worst Movies of All Time („Minden idők legrosszabb filmjei”) és a Medved testvérek rossz filmeket rangsorló Golden Turkey Awards című kötete.
Steve Ryfle Japan’s Favorite Mon-Star: The Unauthorized Biography of the Big G című 1998-as könyvében ötből három és fél csillaggal értékeli az alkotást, bár elismeri, hogy a közönséget mélyen megosztotta. Eredeti változatát a Tóhó egyik legjobb szörnyfilmjének nevezi, átszerkesztett verzióját viszont „harmadrangú amerikai szemét”-nek tartja. Ryfle Ed Godziszewskivel közösen írta Honda Isiró 2017-es kiadású életrajzi könyvét, mely szerint a film távolról sem egy mestermű, de szórakoztató egyvelegét nyújtja az üzleti komédiának és a szörnypárbajoknak.
David Kalat filmtörténész szerint a filmnek mind az eredeti, mind az átszabott, „kompromittált” változata élvezetes, de megjegyzi, hogy a speciális effektek alulmúlják Cuburaja Eidzsi munkájának átlagos színvonalát. August Ragone, Cuburaja életrajzírója szerint ez az effektrendező egyik legfélreértettebb filmje, mely eredeti változatában pörgős és szórakoztató.
Mások is védték a film látványvilágát. A 2001-es Godzilla, Mothra and King Ghidorah: Giant Monsters All-Out Attack című japán film egyik forgatási szünetében Szano Siro színész épp a King Kong vs. Godzillát nézte, s a készülő film fiatal hősnőjét alakító Nijama Csiharu kuncogni kezdett, amikor meglátta a miniatűr munkagépeket. Szano felháborodott a színésznő tiszteletlenségén, és kioktatta, hogy a régi effektkészítők nem az élethűségre törekedtek, valamint egyszerűbb és olcsóbb lett volna valódi munkagépeket filmezniük. A stílust, a hangulatot és szakmai elhivatottságukat tartották fontosnak, ezért gyártottak le a jelenethez egy nagyméretű díszletet és miniatűr járműveket. A forgatásról tudósító Norman England újságíró és filmkészítő egyetértett Szanóval.
Peter H. Brothers szörnyfilmeket elemző író szerint a film „látványosan egyenetlen”, tele ellentmondásokkal és következetlenségekkel, és nem tartotta jónak a drámához és tragédiához értő Honda párosítását Szekizava komikus forgatókönyvével. Ezen kívül úgy érezte, Cuburaja teljesen félreértelmezte Kong karakterét. J.D. Lees, a G Fan című Godzilla rajongói magazin szerkesztője és a The Official Godzilla Compendium könyv társírója azzal védte az általa zseniálisnak tartott filmet, hogy a leszólói nem értik a humorát. Donald F. Glut író és rendező kiállt a film King Kongja mellett, mondván, az „egészséges kiparodizálás” alól senkit és semmit nem szabad felmenteni.
A King Kong vs. Godzillát Amerikában számos kritikus elítélte, amiért keleti környezetbe ültetett át egy nyugati filmszörnyet, nem tudván, hogy a projekt Amerikából származott. A legpozitívabban azok írtak róla, akik gyerekfilmként kezelték. Ray Morton író King Kong filmeket elemző könyve szerint a Tóhónál készült darabokat tekintik ezen filmek mélypontjának, a jelmezes effekteket pedig Willis O'Brien munkássága „megcsúfolásának” – habár az 1976-os, John Guillermin rendezésében készült amerikai feldolgozás már Oscar-díjat kapott ugyanezért az eljárásért. Morton kritizálja a forgatókönyvet, az egyenetlen hangulatot, a humort, a kamerakezelést és az effekteket, különösen a King Kong jelmezeket, s az amerikai átszerkesztést ő is elítéli. Másfelől jobb véleménnyel van a színészek játékáról, Godzilla kinézetéről és a miniatűr makettekről, és elismeri, hogy Kong karakterével tisztelettudóan bántak. Szórakoztatónak tartja a filmet, ha alacsony elvárásokkal nézzük.
Magának O'Brien-nek „megszakadt a szíve”, amikor értesült a film elkészüléséről, állítja Don Shay, a Cinefex magazin szülőatyja és O'Brien munkáinak szakértője. Pert indított az ügyben John Beck ellen, mely az eljárás költségei miatt nem vezetett semmire. Az effektmester 1962. november 8-án meghalt, és sosem kapott pénzt vagy elismerést a filmbe került ötleteiért.
Merian Cooper, a King Kong rendezője nagy felháborodással fogadta a film gyártásának hírét. Ő is perelt, azzal az ürüggyel, hogy az RKO jogtalanul használta a tőle kapott licencet, mely mindössze két film forgatására volt érvényes, a '33-as eredetire és az ugyanazon évben készült Son of Kongra. Az ügy Cooper halála utánig, 1980-ig elhúzódott, amikor is úgy ítélték, az RKO tényleg csak a két film jogait birtokolta, míg maga King Kong Cooper tulajdona volt.

## Restauráció
A King Kong vs. Godzilla hírhedtté vált arról, hogy sokáig csak rossz képminőségben volt megtekinthető. Az 1970-es Champion Festival-on vetített rövidebb változat elkészítéséhez Honda a jó minőségű eredeti filmtekercset vágta fel, így annak 24 percnyi anyaga elveszett. A hiányzó jeleneteket számos későbbi kiadásban rosszabb minőségű, alacsonyabb felbontású 16 mm-es kópiákból illesztették a filmbe. A Tóhó 1991-re felfedezett egy jó minőségű, 35 mm-es másolatot, melyből VHS és laserdisc kiadás készült, de így is voltak benne képhibák.
2014-ben a film nagy felbontású felújításban részesült, mely vetítésre került a Nihon Eiga Senmon Channel műholdas adón, és ugyanabban az évben jött ki a japán Blu-ray változat is. Ezek főleg a 35 mm-es anyagból készültek, de bizonyos jeleneteket az amerikai Blu-ray és a régebbi japán laserdisc kiadásokból szedtek, így ezek a részek alacsony felbontásúak maradtak. 2016-ban végre a film egészét sikerült 4K felbontásban restaurálni, ez a Nihon Eiga Senmon Channel The Godzilla First Impact című blokkjában került vetítésre.

## Hagyaték és jelentőség
A King Kong vs. Godzilla ma egy kedvelt kultuszfilm és a világ egyik legjelentősebb szörnyfilmje, mely jó és rossz hatással is volt műfajára. Olyan nagyszabású produkció volt, amilyenre a Tóhó később már nem vállalkozott. 1962-ben egyetlen konkurenciája a stúdió Gorath című sci-fije volt, de a következő években mind a Tóhó, mind más stúdiók számos szörnyfilmet adtak ki, ami gazdaságtalanná tette az efféle nagy költségvetésű látványfilmeket. Sikerét viszont a továbbiakban is kiaknázták: a film kiadásakor a Godzilla franchise még nem létezett, de a magas bevételeken felbuzdulva a Tóhó elhatározta, hogy többször fogja szerepeltetni a karaktert. Legtöbb korábbi sci-fijük komolyabb hangvitelű volt, de a King Kong vs. Godzilla új irányt mutatott. Az 1960-as évek során nemcsak Japánban, de világszerte megnőtt az igény a camp stílusú művekre, ami összefügg az akkori jelentős gazdasági fellendüléssel és az egyre jómódúbb tömegek szórakozni vágyásával.
Szekizava Sinicsi forgatókönyve részét képzi az író és egykori animátor azon igyekvésének is, hogy újítást vigyen a szörnyfilmek megszokott kliséibe. Szekizava sokat szenvedett hadi szolgálata alatt, ezért életét az élvezeteknek és az örömnek szentelte. 1961-es Mothra című filmjével már megkezdte a moziszörnyek átalakítását, melyet a King Kong vs. Godzilla folytatott. A műfaj legtöbb korábbi, főleg nyugati darabjában a narratíva az emberszereplők szörnyekre való reakcióján alapult, és a szörnyek általában jellemtelen, legyőzendő lények voltak. Szekizava a felépítés megfordításával kísérletezett: a szörnyek tetteit egy már eleve adott emberi konfliktusra alapozta, és egyéni jellemmel ruházta fel őket. A filmeken megjelenő szörnyek viselkedése ezentúl emberszerűbb lett, amit a maga részéről Honda Isiró sosem támogatott.
A film sikere nagyban megdobta Honda fontosságát a Tóhó szemében. Bár a nemzetközi kritikusok említésre méltónak sem találták a nevét,
Mijazaki Hajao rajzfilmjei előtt mégis az ő művei voltak a világ legnézettebb japán filmjei. A rendező ezzel nagy befolyásra tett szert, s kollégája és közeli barátja, Kuroszava Akira arra buzdította, hogy függetlenedjen a Tóhótól és alapítson saját céget úgy, ahogy ő és Cuburaja Eidzsi is tette. Honda azonban nem élt a lehetőséggel, és a stúdiónál maradt, bár így számos filmötletéről le kellett mondania, és nem tudott eltávolodni a sci-fitől.
Az amerikai közönségtől erős ellenérzést váltott ki King Kong humoros megjelenítése, ami kihatott a kaidzsú filmek kritikai megítélésére. Míg ezelőtt a nyugati kritikusok elismerően értekeztek Cuburaja munkájáról, a Kong Kong vs. Godzillát erősen támadták. Az akkori kritikák hatására egy olyan negatív megítélés alakult ki a japán sci-fi filmek köré, amit azok azóta sem tudtak levetkőzni.
A pénzügyi sikerre tekintettel egy lehetséges folytatást azonnal bejelentettek Continuation: King Kong vs. Godzilla („Folytatás: King Kong vs. Godzilla”) címmel, melyet szintén Szekizava Sinicsi írt volna, de ez nem készült el. Szekizava papírra vetett egy Godzilla vs. Frankenstein című ötletet is, mely később a Mabucsi Kaoru álnéven író Kimura Takesi kezébe került – Kongról a túl magas licencdíj miatt kellett lemondaniuk. A Tóhó félretette ezt az elképzelést, így 1963-ban nem készült Godzilla film. Ehelyett a stúdió egyik saját szörnyszereplőjéhez, az 1961-es Mothra óriáslepkéjéhez nyúlt vissza, és 1964-ben elkészült a Mothra vs. Godzilla. Ezt követően a Tóhó számos egyéb szörnyfilmjét egyesítette egy tágabb moziuniverzumban, 1965-ben pedig bemutatták saját Frankenstein lényüket a korábban elvetett forgatókönyv ihlette Frankenstein Conquers the World című filmben, melyben Godzillát egy Baragon nevű szörnyre cserélték.
Noha az RKO megtagadta King Kong további szerepeltetését, 1967-ben a Tóhó az amerikai Arthur Rankin Jr. és Jules Bass révén mégis legyártott egy róla szóló filmet King Kong Escapes címen. Ez Rankin/Bass cég The King Kong Show című rajzfilmsorozatának adaptációja volt. Szekizava első, King Kong vs. Ebirah: Operation Robinson Crusoe című szkriptjét a Rankin/Bass visszautasította, de a Tóhó nem hagyta veszendőbe menni: Kongot Godzillára cserélték, és Fukuda Dzsun rendező ez alapján forgatta az 1966-os Godzilla vs. The Sea Monster, más néven Ebirah, Horror of the Deep című filmet. A King Kong Escapes végső forgatókönyvét Kimura Takesi írta, és a film a rajzfilmhez hasonlóan főleg a fiatal korosztálynak szólt.
Henry G. Saperstein producernek annyira megtetszett a King Kong vs. Godzilla óriáspolipja, hogy megkérte a Tóhót, tegyék bele a szörnyet a Frankenstein Conquers the World-be és annak folytatásába, a War of the Gargantuas-ba, melyeket Saperstein United Productions of America című cége támogatott. A polipmakett megjelent az előbbi film egy alternatív befejezésében, de a kész műből kivágták. Később a War of the Gargantuas nyitójelenetéhez használták fel. A polip modernebb filmkészítőket is megihletett, A Karib-tenger kalózai: Holtak kincse című filmhez róla mintázták a Kraken mozgását.
Godzilla itteni dizájnja igen népszerű lett, és a róla készült első nagyobb jelentőségű merchandising termékek alapjául szolgált, melyek nem Japánban, hanem az Egyesült Államokban készültek: ilyen az Aurora Plastics Corporation által gyártott modellkészlet és az Ideal Toys egy társasjátéka, mely mellé kiadtak egy King Kongos társast is. A jelmezt később felhasználták a Mothra vs. Godzilla pár snittjéhez, és hasonmása megjelent az 1983-as Legendary Giant Beast Wolfman vs Godzilla című független rajongói filmben, melyet Nakadzsima Sizuo, egykori Tóhó alkalmazott rendezett. Ez a dizájn megjelent még az 1985-ös Dr Pepper reklámfilmben és az 1990-es Rose Bowl Parade felvonulás Godzillás virágkocsiján. A King Kong jelmezt újrahasznosították és átalakították az Ultra Q című '66-os sci-fi sorozat Goro nevű óriásmajmához, valamint a King Kong Escapes vizes jeleneteihez.
1992-ben a Tóhó stúdió 60. évfordulóját egy új feldolgozással akarta megünnepelni, mely a Godzilla vs. King Kong címet viselte volna, de képtelenek voltak megszerezni King Kong filmjogait. Ezután a Godzilla vs. Mechani-Kong elkészítését vették tervbe, visszahozva a King Kong Escapes-ben szereplő gorillarobotot, de még King Kong hasonmásának szerepeltetése is jogi akadályokba ütközött. Helyette a Godzilla vs. MechaGodzilla II című film készült el, 1993-ban.
2015-ben a Legendary Entertainment saját filmfeldolgozást hirdetett ki, melyet 2021. március 31-én adtak ki Godzilla Kong ellen címen. Az Adam Wingard által rendezett film a MonsterVerse franchise tagja, melybe a 2014-es Godzilla, a 2017-es Kong: Koponya-sziget és a 2019-es Godzilla II. – A szörnyek királya is tartozik.

### Kettős befejezés mítosza
Évtizedeken át tartotta magát egy tévhit, mely szerint a film japán változatában Godzilla, az amerikaiban King Kong nyer. A mítosz a Spacemen magazin, a nagy jelentőségű Famous Monsters of Filmland folyóirat testvérlapjának egyik 1963-as cikkéből indult, mely szerint a film máshogy végződik attól függően, hogy melyik kontinensen nézzük. A cikk alapja Henry Saperstein egyik sajtóközleménye lehetett. Az írást később újranyomtatták a Famous Monsters of Filmland-ben is, és az évek során mélyen beivódott a közhiedelembe:
- Az 1977-es Monster Series című könyvsorozat Godzilla kötete megismételte a tévhitet.[90]
- A Trivial Pursuit társasjáték Genus III kiadása szerint Godzilla a helyes válasz arra a kérdésre, hogy ki nyert a film japán verziójában.[14]
- Az 1980-as években a Los Angeles Times egy írója azt állította, Godzilla győzött, amikor egy tokiói hotelben látta a filmet.[14]
- Az 1990-es években Bob Costas riporter megemlítette a tévhitet Raymond Burr-rel készített interjújában.[91]
- A The New York Times még 1995-ben is tényként kezelte a legendát.[27]

A harc kimenetele igazából a film mindkét változatában ugyanaz: a két szörny a tengerbe zuhan, ami földrengést idéz elő, de csak King Kong tör a felszínre. Kisebb különbségek azonban vannak:
- Az amerikai verzió betoldott további snitteket a The Mysterians egy földrengéses jelenetéből a drámai hatás kedvéért.
- A japán dialógus szerint Godzilla túlélhette a harcot, míg az angol szinkron szerint nyomtalanul eltűnt.
- Az eredeti változat végén mind a két szörny üvöltése felhallatszott, az amerikaiban csak Kongé.

1993-ban a Dark Horse Comics Urban Legends #1 című antológiasorozatában megjelent Arthur Adams egyoldalas képregénye, mely igyekezett feloszlatni a hiedelmet.

## Fordítás
- Ez a szócikk részben vagy egészben  a   King Kong vs Godzilla című angol Wikipédia-szócikk ezen változatának fordításán alapul.  Az eredeti cikk szerkesztőit annak laptörténete sorolja fel. Ez a jelzés csupán a megfogalmazás eredetét és a szerzői jogokat jelzi, nem szolgál a cikkben szereplő információk forrásmegjelöléseként.